# John M. Meyer
John M. Meyer ist ein US-amerikanischer Politikwissenschaftler. Er ist Professor am Department of Politics an der Fakultät für Environmental Studies und im Environment and Community Graduate Program der Humboldt State University.
Meyer promovierte in Politikwissenschaften mit einem Schwerpunkt in Politischer Theorie und Umweltfragen an der University of Wisconsin–Madison. Er gründete ein internationales Diskussionsforum und eine jährliche Konferenz zu „Environmental Political Theory“. Zu einem Gastaufenthalt war er am  Rachel Carson Center der LMU München.

## Publikationen
- Political Nature: Environmentalism and the Interpretation of Western Thought. 2001
- The Environmental Politics of Sacrifice  Cambridge, MA: MIT Press, 2010.
- “We Have Never Been Liberal: The Environmentalist Turn to Liberalism and the Possibilities for Social Criticism,” Environmental Politics 20, no. 3 (2011): 356–73.
- “The Concept of Private Property and the Limits of the Environmental Imagination,” Political Theory 37, no. 1 (2009): 99–127.
- “Sacrifice and a New Politics of Sustainability.” In State of the World 2012: Moving Toward Sustainable Prosperity, edited by Erik Assadourian, 26. Washington DC: Worldwatch Institute, Island Press 2012.